# Martina Jacová
Martina Jacová, née le 10 novembre 1978 à Ostrovany, est un modèle érotique slovaque. Elle est surtout connue sous le nom de Kyla Cole.

## Biographie
Elle a commencé par être mannequin en 1999, puis est apparue dans Penthouse en mars 2000 et sur les couvertures de nombreux magazines érotiques. Elle a tourné ensuite dans plusieurs films, dont certains avec le réalisateur Andrew Blake.

## Récompenses
- Miss Monticello Raceway 1999 (NY, U.S.)
- Miss Hawaiian Tropic of West Palm Beach 2000 (FL, USA)
- Miss Wet Shirt, Radio Kiss Morava 2001
- Kyla Cole Penthouse Pet of the Month March 2000

## Filmographie
- 1999 : Penthouse - Pets in Paradise
- 2001 : Blond and Brunettes
- 2002 : Exhibitionists
- 2002 : The Villa
- 2004 : Mystique's Hottest Women On Earth
- 2005 : FHM Adult Entertainment 2006
- 2009 : Smoking Hot Girls
- 2011 : Five Stars 2